# Pedro Moreno (színművész)
Pedro Moreno (Havanna, 1981. szeptember 14. –) kubai színész, modell. Főként telenovellákban szerepel.

## Élete
1981. szeptember 14-én született Havannában.
Karrierje 2002-ben a Tévésztár kerestetik című reality show 1. évadával kezdődött. Társai között volt: Raúl Arrieta és Melvin Cabrera.
2008 nyarán, négy évvel megismerkedésük után feleségül vette Bárbara Estévezt. Két gyermekük született: Alexandra és Pedro. 2012-ben bejelentette, hogy elválik feleségétől.

## Filmográfia

### Telenovellák
| Év        | Eredeti cím                         | Cím                | Szerep                        | Magyar hang     |
| --------- | ----------------------------------- | ------------------ | ----------------------------- | --------------- |
| 2003      | Los Teens                           | Tinédzserek        | Méndez                        |                 |
| 2003–2004 | Amor descarado                      | Elbűvölő szerelem  | Rubén García                  |                 |
| 2004–2005 | La mujer en el espejo               |                    | Nino Arrebato                 |                 |
| 2006–2007 | La viuda de blanco                  |                    | Querubín                      |                 |
| 2007      | Dame Chocalate                      |                    | José Gutiérrez                |                 |
| 2007      | Tomalo suave                        |                    | Ricky                         |                 |
| 2008–2009 | El Rostro de Analía                 | A bosszú álarca    | Cristóbal Colón               | Bor László      |
| 2010      | Sacrificio de mujer                 |                    | Braulio Valdes                |                 |
| 2011      | Una familia con suerte              |                    | Enzo Rinaldi                  |                 |
| 2013      | Corona de lágrimas                  | Könnyek királynője | Julián Corona bíró            |                 |
| 2013      | Mira Quien Baila                    |                    | Önmaga                        |                 |
| 2013      | Cosita Linda                        |                    | Olegario Pérez                |                 |
| 2014      | Voltea pa 'que te enamores          |                    | Rodrigo Karam                 |                 |
| 2015      | Hasta el fin del mundo              |                    | Ranku                         |                 |
| 2015      | Amor de Barrio                      | Paloma             | Raúl Lópezreina Cisneros      | Kisfalusi Lehel |
| 2016      | Tres veces Ana                      | Ana három arca     | Iñaki Nájera                  | Kisfalusi Lehel |
| 2017–2018 | Me declaro culpable                 |                    | Julián Soberón                |                 |
| 2022      | Amor dividido                       | Válaszutak         | Amaury Ramírez                | Kisfalusi Lehel |
| 2023      | Amores que engañan                  |                    | Carlos Falcón "Charly"        |                 |
| 2024      | Tu vida es mi vida                  |                    | Rafael "Rafa" Castillo Ibáñez |                 |
| 2025      | A.mar, donde el amor teje sus redes |                    | Gabriel                       |                 |

### Filmek
| Év   | Eredeti cím     | Cím | Szerep |
| ---- | --------------- | --- | ------ |
| 2010 | Hunted By Night |     | Chico  |